# Kurt Salomonson
Kurt Olov Stefan Salomonson, född 18 juli 1929 i Hjoggböle i Bureå församling i Västerbotten, död 10 juni 2024 i Umeå i Västerbotten, var en svensk författare.

## Biografi
Kurt Salomonson var son till byggnadssnickaren Edvin Salomonson och Beda Karlson samt bror till författaren Anita Salomonsson. Han började redan som tonåring 1948–1951 att skriva sportreferat och kåserier för Norra Västerbotten. Efter fullgjord värnplikt vid jägarskolan i Kiruna fick han anställning som gruvarbetare i Laisvall och Pershyttan. Åren 1955–1958 arbetade han som journalist på den syndikalistiska tidningen Arbetaren. Flera av hans böcker skildrar missförhållanden i svenskt arbetsliv och han brukar räknas till arbetarförfattarna och då som en förnyare.
Debutboken Hungerdansen (1955) är en rapp och spännande berättelse om tre gruvarbetare som blir instängda under jord. Romanen Grottorna (1956) bygger till stor del på Salomonsons erfarenheter från gruvarbete. Där skildras hur bolaget tvångsförflyttar gruvarbetare som fått lungsjukdomen silikos i arbetet.
Kritik mot arbetet och arbetslivet är ett genomgående tema hos Salomonson, liksom hos Folke Fridell. Han beskriver hur svårt det är att hävda sin individualitet gentemot arbetsgivare, liksom inom facket, men vänder sig också mot den växande materialismen inom arbetarklassen och mot oviljan att acceptera särlingar inom de egna leden. För detta fick Salomonson utstå hård kritik från arbetarpressen. Trilogin med Mannen utanför (1958), Sveket (1959) och Skiljevägen (1960), med mottot ”Frihet, jämlikhet, broderskap”, fick fin kritik främst i borgerlig press men skapade en inflammerad debatt.
Med Salomonson kom 1950- och 1960-talets arbetarlitteratur även att omfatta skildringar av modern tung industri. Liksom Nils Parling och Stig Sjödin gav han en motbild till den förhärskande teknik- och tillväxtoptimismen. Salomonson riktade en ny kritik mot arbetarrörelsens korporativistiska tendenser, som 1970-talets arbetarlitteratur senare skulle föra vidare.

## Priser och utmärkelser
- 1959 – Svenska Dagbladets litteraturpris
- 1979 – Östersunds-Postens litteraturpris
- 1989 – Ivar Lo-priset
- 1989 – Illis Quorum
- 1990 – Hedenvind-plaketten
- 1990 – Hedersdoktor vid Umeå universitet
- 1995 – Martin Koch-priset